# Los Nogales (Jujuy)
Los Nogales es una localidad argentina ubicada en el Departamento Doctor Manuel Belgrano de la Provincia de Jujuy. Se desarrolla linealmente a lo largo de aproximadamente 4 kilómetros de la Ruta Provincial 4, que desde la localidad de Yala copia el recorrido del río Yala. Se encuentra conurbada con Yala y con esta forma parte del Gran San Salvador de Jujuy. Es una villa veraniega para los habitantes de San Salvador de Jujuy.
En esta localidad hay un coto de pesca, parte del circuito turístico de las lagunas de Yala.